# Ksantin oksidaza
Ksantin oksidaza ali ksantinska oksidaza je FAD vsebujoči encim v poti razgradnje purinskih baz, ki katalizira oksidacijo ksantina v sečno kislino in vodikov peroksid, pa tudi oksidacijo hipoksantina v ksantin. Inhibira ga, na primer, alopurinol.
Pojavlja se lahko v dveh oblikah, kot oksidaza ali kot dehidrogenaza: ksantin oksidaza nastane s povratno sulfhidrilno oksidacijo iz ksantin dehidrogenaze.

## Reakcija
Ksantin oksidaza katalizira naslednji reakciji:: 
- hipoksantin + H2O + O2 {\displaystyle \rightleftharpoons } ksantin + H2O2
- ksantin + H2O + O2 {\displaystyle \rightleftharpoons } sečna kislina + H2O2

- Hipoksantin (en kisikov atom)
- Ksantin (dva kisikova atoma)
- Sečna kislina (trije kisikovi atomi)

## Zgradba beljakovine
Gre za veliko molekulo z molekulsko maso 270.000. Ena encimska enota vsebuje 2 flavinski molekuli (vezani v obliki FAD-a), 2 atoma molibdena in 8 železovih atomov. Atomi molibdena se nahajajo v molibdopterinskem kofaktorju in predstavljajo aktivno mesto encima. Železovi atomi so sestavni del [2Fe-2S] feredoksinskih gruč, ki vsebujejo železo in žveplo in sodelujejo pri prenosu elektronov.

## Mehanizem delovanja
Aktivno mesto encima je molibdopterinska enota z atomom molibdena ter terminalnima ketonsko in hidroksilno skupino. Pri pretvorbi ksantina v sečno kislino se kisikov atom prenese iz molibdena na ksantin; reakcija poteka preko več intermediatov.  Molibdenski center encima se obnovi z vezavo vode. Tudi za druge poznane oksidoreduktaze, ki vsebujejo molibden, je značilno, da se kisikov atom po navadi veže iz vode in ne iz O2.

## Klinični pomen
Pri ljudeh se ksantin oksidaza nahaja v jetrih in ne prosto v krvi. Pri hudi poškodbi jeter se lahko sprosti v kri in zato se preskus na ksantin oksidazo v krvi uporablja za ugotavljanje jetrne poškodbe.
Ker ksantin oksidaza sodeluje v presnovni poti sečne kisline, je pomembna pri razvoju protina in zaviralci ksantin oksidaze (npr. alopurinol) se uporabljajo za zdravljnje te bolezni. Ker je ksantin oksidaza udeležena tudi v presnovo 6-merkaptopurina, je potrebna pozornost pri hkratnem dajanju alopurinola in 6-merkaptopurina (ali njegovega predzdravila azatioprina).
Redka dedna motnja ksantinurija je posledica pomanjkanja ksantinske oksidaze in posledično se v krvi nahajajo visoke koncentracije ksantina, kar lahko vodi do ledvične odpovedi. Za to bolezen ne obstaja specifično zdravilo; bolniki se morajo izogibati hrani, bogati s purini, ter uživati dovolj tekočine.
Zaviranje ksantinske oksidaze naj bi tudi pomagalo pri zdravljenju srčno-žilnih bolezni.
Oba encima, ksantinska oksidaza in oksidoreduktaza, sta prisotna tudi v epiteliju in endoteliju roženice in naj bi sodelovala pri oksidativnih očesnih poškodbah.

## Zaviralci
Zaviralci ksantinske oksidaze so alopurinol, oksipurinol, in fitična kislina.